# Triplophysa kaznakowi
Triplophysa kaznakowi är en fiskart som beskrevs av Prokofiev 2004. Triplophysa kaznakowi ingår i släktet Triplophysa och familjen grönlingsfiskar. Inga underarter finns listade i Catalogue of Life.